# Felix Aderca
Felix Aderca (Puiești, 1891. március 13. – Bukarest, 1962, december 12.) zsidó származású román prózaíró, költő, esszéista irodalmi álneve. Eredeti néven Zelicu Froim Adercu.

## Élete
Az elemit szülőfalujában, a Vaslui megyei Puiești-ben végezte, majd Craiova egyik líceumába járt egy ideig, de nem fejezte be tanulmányait. Autodidakta módon fejlesztette magát, egy ideig Párizsban tengődött. Visszatérte után hivatalnok lett. Részt vett a Sburătorul irodalmi kör gyűlésein, amit Eugen Lovinescu irányított. Szimbolista költőként ismert. Fia, Marcel Aderca, szintén költő.

## Kiadott művei

### Versek
- Motive și simfonii (1910)
- Stihuri venerice (1912)
- Fragmente. Romanțe (1912)
- Reverii sculptate (1912)

### Novellák
- Femeia cu carnea albă (1927)

### Esszék
- Mic tratat de estetică sau Lumea privită estetic (1929)

### Regények
- Țapul (1921; második kiadás, Mireasa multiplă (Țapul), 1932; harmadik kiadás, Zeul iubirii, 1945)
- Moartea unei republici roșii (1924)
- Omul descompus (1925), pirandellói regény
- Al doilea amant al doamnei Chatterley (1933)
- A fost odată un imperiu, Raszputyin romantikus története (1939)
- Orașele înecate (1936; második kiadás, Orașele scufundate, 1966), science fiction regény
- Jurnalul lui Andrei Hudici (1958)

### Egyéb
- Mărturia unei generații (1929)

## Magyarul
- Az elsüllyedt városok. Fantasztikus regény; ford., utószó Bihari László; Ifjúsági, Bukarest, 1970 (Árgus)

## Fordítás
- Ez a szócikk részben vagy egészben  a   Felix Aderca című román Wikipédia-szócikk ezen változatának fordításán alapul.  Az eredeti cikk szerkesztőit annak laptörténete sorolja fel. Ez a jelzés csupán a megfogalmazás eredetét és a szerzői jogokat jelzi, nem szolgál a cikkben szereplő információk forrásmegjelöléseként.